# Rob Corddry
Rob Corddry, född 4 februari 1971 i Weymouth, Massachusetts, är en amerikansk skådespelare.
Corddry har bland annat medverkat i TV-serien Crossing Swords. Han har även medverkat i filmerna Sex Tape och Warm Bodies.

## Filmografi (i urval)
- 2006 – Wedding Daze
- 2007 – Blades of Glory
- 2007 – The Heartbreak Kid
- 2008 – Harold & Kumar Escape from Guantanamo Bay
- 2008 – Semi-Pro
- 2008 – What Happens in Vegas
- 2010 – Hot Tub Time Machine
- 2011 – Kickoffen
- 2011 – Mupparna
- 2012–2013 – Happy Endings (TV-serie)
- 2012 – Seeking a Friend for the End of the World
- 2013 – The Way, Way Back
- 2013 – Warm Bodies
- 2014 – Sex Tape
- 2020–2021 – Crossing Swords (TV-serie)